# Отделение Парамоновка
Отделение Парамоновка (каз. Парамоновка бөлімшесі) — населённый пункт в Павлодарской области Казахстана. Находится в подчинении городской администрации Аксу. Входит в состав Достыкского сельского округа. Код КАТО — 551643300.

## Население
По данным 1999 года, в населённом пункте не было постоянного населения. По данным переписи 2009 года, в населённом пункте проживало 50 человек (25 мужчин и 25 женщин).